# 핑크퐁채널
핑크퐁은 어린이용 영상 콘텐츠를 만드는 유튜브 채널이다. 유튜브 공식 파트너 채널에 선정된 이래, 25개 언어로 콘텐츠를 제공하고 있다. 2023년 5월 기준 전 세계 누적 구독자 수 1억 3000만명, 누적 조회수 750억뷰를 기록했다.
대표 콘텐츠인 ‘핑크퐁 아기상어 체조(Baby Shark Dance)’ 영상은 2020년 11월, 전 세계 유튜브 조회수 1위에 등극한 데 이어, 지난 1월 세계 최초로 유튜브 누적 조회수 ‘100억뷰’를 달성하며 신기록을 경신했다. 이외에도 핑크퐁 유튜브 영문 채널은 단독으로 구독자 수 5천만 명을 돌파해, 유튜브로부터 ‘5000만 어워드’를 수상했다.